# 1354 Botha
1354 Botha је астероид главног астероидног појаса. Приближан пречник астероида је 48,75 ,
а средња удаљеност астероида од Сунца износи 3,121 астрономских јединица (АЈ).
Инклинација (нагиб) орбите у односу на раван еклиптике је 5,958 степени, а орбитални период износи 2014,762 дана (5,516 година). Ексцентрицитет орбите астероида износи 0,217.
Апсолутна магнитуда астероида износи 11,30 а геометријски албедо 0,022.
Астероид је откривен 3. априла 1935. године.